# Joseph François Seranne
Joseph François Seranne est un homme politique français né en 1751 à Sète (Hérault) et décédé le 23 août 1792 à Paris.
Négociant à Sète, il est député de l'Hérault de 1791 à 1792, siégeant dans le comité de la marine et du commerce.

## Sources
- « Joseph François Seranne », dans Adolphe Robert et Gaston Cougny, Dictionnaire des parlementaires français, Edgar Bourloton, 1889-1891 [détail de l’édition]